# 戶田重政
戶田重政（?—?），日本戰國時代的武將。德川氏家臣。父親是戶田宣光。通稱甚三郎。

## 略歷
生年不詳，家中三男。父親宣光是戶田宗家（仁連木戶田家）第14代當主。

## 子孫
子孫有信仕於德川賴房，成為水戶藩藩士；在幕末，有戶田忠太夫、戶田銀次郎、安島帶刀等人。

## 外部連結
- 武家家伝＿戸田氏 （页面存档备份，存于）